# Xingyi quan
 (mai 2016).
Si vous disposez d'ouvrages ou d'articles de référence ou si vous connaissez des sites web de qualité traitant du thème abordé ici, merci de compléter l'article en donnant les références utiles à sa vérifiabilité et en les liant à la section « Notes et références ».
Le xingyi quan ou xing yi quan ou boxe xingyi ou hsing i ch'uan (chinois : 形意拳 ; pinyin : xíng yì quán ; Wade : hsing i ch'üan) est un art martial chinois interne inspiré par la philosophie taoïste. Le xingyi quan se caractérise par des mouvements explosifs percutants liés à des déplacements linéaires ou en zigzag (esquive).

## Nom
Les caractères chinois 形意拳 se traduisent par « poing de la forme/intention », souvent traduit « poing de la forme et de l'intention »
- 形 xing : forme | corps, silhouette | paraître | comparer
- 意 yi : sens | intention, désir
- 拳 quan : poing, boxe

## Les Branches
Le xingyi quan se divise en trois grandes branches régionales : le Xingyi quan du Shanxi, dit orthodoxe, le xingyi quan du Henan ou xinyi liuhe quan (心意六和拳 boxe du cœur des six harmonies) et le xingyi quan du Hebei. À cela s'ajoutent des formes claniques parfois rattachées aux courants majeurs mais qui s'en différencient subtilement.
Les études les plus sérieuses font remonter la création initiale du xingyi quan à Ji Jike (Ji Longfeng), même si la paternité mythologique du style est attribuée à Yue Fei, un général connu dans l'histoire chinoise ayant vécu sous la dynastie Song (XIIe siècle). Certains rattachent le style à une excroissance de Shaolin, en raison d'une méthode appelée xingyi ba et qui aurait été pratiquée au sein de la partie de l'école interne de Shaolin (少林内派 Shaolin nei pai).

## Généralités sur les boxes et méthodes d'entrainement
- [Travail statique] Comme les autres arts de la famille des boxes internes (Ba Gua Zhang, Taiji Quan, San Wang Pao Chui,...) le Xing yi quan insiste sur le travail statique. Appelé Génériquement Zhan Zhuang en Chinois, la forme emblématique de ce travail en Xing yi quan est San ti shi, illustré par la photo de Sun Lutang. Li Tianji rajoute quatre postures quasi statiques, le dragon, le tigre, le singe et l'ours, mais sans connexion directe avec les formes d'application.
- [Cinq poings] Le style se caractérise par l'importance de la pratique de cinq typologies de mouvements, résumées en "poings" et rattachées à l'un des cinq éléments de la cosmogonie chinoise : la terre, le métal, l'eau, le bois et le feu. Chaque élément donne l'intention général du poing qui lui est rattaché. En se basant sur cette analogie, les poings peuvent être travaillés en cycle dit d'engendrement - où chacun des éléments donne naissance à l'élément suivant (la Terre engendre le Métal, le Métal engendre l'Eau, l'Eau engendre le Bois, le Bois engendre le Feu, le Feu engendre la Terre) - ou en cycle dit de destruction/domination ou chacun des éléments prend l'ascendant sur un autre (la Terre domine l'Eau, l'Eau étouffe le Feu, le Feu liquéfie le Métal, le Métal coupe le Bois, le Bois détruit la Terre).

Dans le détail, les formes précises de chaque "poing" suivent les stratégies suivantes : 
- Pi quan : le métal. Ce poing coupe, sépare, tranche, dans un mouvement du haut vers le bas à l'instar d'un coup de hache .
- Tsuan quan : l'eau. Ce poing s'insinue en spiralant comme l'eau qui s'insinue par la moindre faille.
- Beng quan : le bois. Ce poing frappe en ligne droite, comme les branches d'un arbre qui s'étend
- Pao quan : le feu. Ce poing frappe en montant, comme la flamme s'élève
- Heng quan: la terre. Ce poing croise

La théorie veut que chacun des poings soit relié à un organe interne du corps humain.
- Pi quan aux poumons;
- Tsuan quan aux reins,
- Beng quan au foie,
- Pao quan au coeur,
- Heng quan à la rate

Six harmonies, sept étoiles, huit stratégies
- Six harmonies  Pendant la pratique on doit veiller à maintenir six harmonies, trois internes et trois externes. Internes: Le coeur (xin) et l'esprit (shen); l'esprit (shen) et l'énergie (qi); l'énergie (qi) et la force (li)  Externes : l'épaule et la hanche opposée, les coudes et les genoux, les mains et les pieds doivent être synchronisés.
- Sept étoiles : Les sept étoiles (Qi Xing) sont les sept armes par lesquelles la forces engendrée peut s'exprimer:  La tête, les épaules, Les coudes, les mains (avant bras compris), les hanches, les genoux, les pieds.
- Huit stratégies de combat (Ba zi gong)  - Zhan : couper/séparer  - jie : intercepter  - guo : emballer, entourer  - kua : porter  - tiao : soulever  - ding : pousser vers l'avant   - Ling : mener  - yun : nuage

[Formes animales] Les formes animales sont des formes courtes qui sont censées mettre en perspective les qualités travaillées dans les 5 poings dans des applications de combat simple. Selon les traditions leur nombre varie : 10 traditionnellement, 12 parfois. Les animaux peuvent varier d'une école à l'autre. Celles enseignées par Sun Lu Tang, au nombre de 12, sont les suivantes : le dragon, le tigre, le singe, le cheval, le lézard aquatique (crocodile ou tortue les versions divergent), le coq, le faucon, l'hirondelle, le serpent, l'oiseau roc, l'aigle, l'ours.
[Enchainements] individuels Wu Xing Lian Huan Quan, An Shen Pao  Za Shi Chui
[Enchainements] avec partenaire  Wu xing xiang ke, San shou pao
[Travail des armes] Le travail des armes varie selon les écoles et les branches.
Le travail de la lance est au Coeur des Xing yi quan et se retrouve dans les écoles transmises par Sun Lu Tang. On en retrouve les fondamentaux dans les éléments transmis par Wang Bo Nien pour l'instruction de l'armée Chinoise sur le maniement de la baïonnette.
[Progression dans la maitrise du système]
Il distingue distingue traditionnellement trois niveaux de réalisation :
- * Ming Jin 明勁, la force manifestée. La manifestation de force physique est évidente dans les mouvements du pratiquant.
- * An Jin 暗勁, la force cachée. Le pratiquant avec une bonne base dans le niveau précédent, apprend à ne manifester la force extérieurement que très sporadiquement. Le contact pour un opposant est perturbant car rien ne laisse prévoir la violence du contact.
- *Hua Jin, la force transformée. En ayant maîtrisé les niveaux de pratique précédent, le pratiquant est capable de se mettre à l'écoute de son adversaire et de l'accompagner dans ses mouvements. La force peut être émise à tout moment mais elle ne l'est qu'intentionnellement

## Quelques Grands Maîtres de xingyi quan
- Li Luoneng
- Che Yizhai
- Guo Yunshen
- Song Shirong
- Liu Qilan
- Li Cunyi
- Huang Bonian
- Huang GuoZhen
- Sun Lutang
- Bu Xuekuan
- Wang Jiwu
- Chen Panling
- Ma Litang